# Enchovas

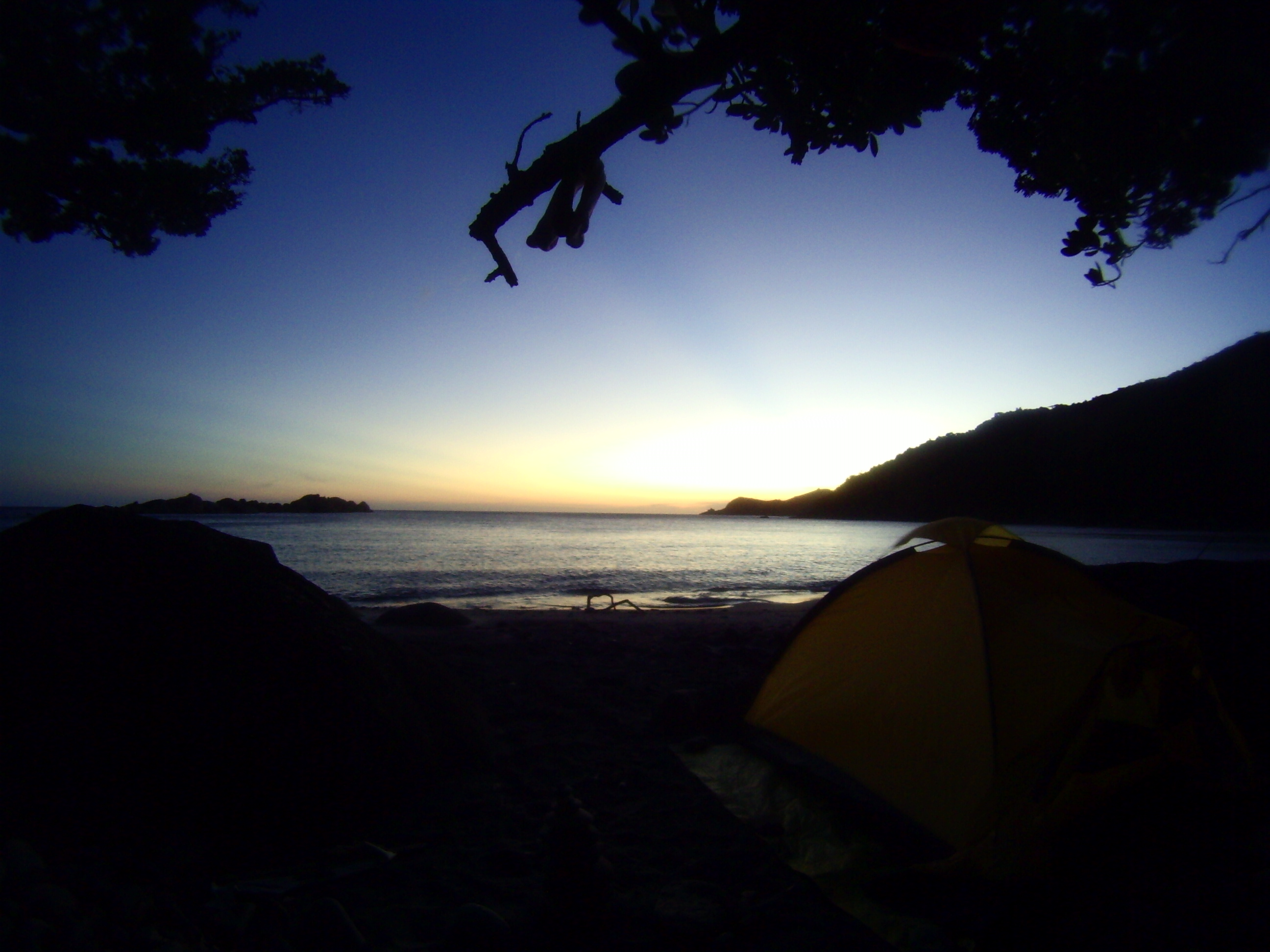
Praia das Enchovas.

A Praia das Enchovas é uma das praias do sul de Ilhabela, localizada no distrito de Paranabi. Fica entre Bonete e Indaiaúba. Tem cerca de 600 m de areia monazítica grossa e amareladas e muitas pedras roliças. Sendo uma das praias mais extensas da ilha.
Em sua ponta direita há um rio desaguando, pouco antes dos paredões de pedra que formam a costeira desde a ponta de Enchovas.
Há dois meios de chegar a praia. Um deles, o mais rápido, é de barco, contornando a ponta da Sepituba, no extremo sul da ilha, e passando pelo Bonete. Outro meio é fazendo a trilha até a praia do Bonete e depois caminhando mais 50 minutos até a praia de Enchovas.